# Luronietum natantis
Zespół elismy wodnej (Luronietum natantis) – syntakson słodkowodnych makrofitów w randze zespołu budowany głównie przez elismę wodną. Należy do klasy zespołów roślinności zmiennowodnej Littorelletea uniflorae, ale dokładna pozycja nie jest jeszcze ustalona.

## Charakterystyka
Ubogie florystycznie zbiorowisko z przewagą izoetydów. Zajmuje stojące wody o różnej głębokości (najczęściej od kilkudziesięciu cm do 1,8 m). Wymaga organicznych podłoży o odczynie kwaśnym (pH ok. 5) i przezroczystych wód. Kluczowym czynnikiem jest znikoma ilość wapnia (1 mg Ca2+/l). W polskich warunkach jest zbiorowiskiem wymagającym najbardziej miękkiej wody. Jest jednym z wyróżników jezior lobeliowych.
Występowanie
Zbiorowisko atlantycko-subatlantyckie. W Polsce w ośmiu jeziorach na Pomorzu.
Charakterystyczna kombinacja gatunków
ChCl. : sit drobny (Juncus bulbosus), brzeżyca jednokwiatowa (Littorella uniflora), elisma wodna (Luronium natans), wywłócznik skrętoległy (Myriophyllum alterniflorum), rdestnica podługowata (Potamogeton polygonifolius), jaskier leżący (Ranunculus reptans), jeżogłówka pokrewna (Sparganium angustifolium).
Comp. : poryblin jeziorny (Isoëtes lacustris), lobelia jeziorna (Lobelia dortmanna), jeżogłówka pokrewna (Sparganium angustifolium).
ChAss. : elisma wodna (Luronium natans).